# フェルナンド・バスケス
フェルナンド・バスケス・ペナ（Fernando Vázquez Pena、1954年10月24日 - ）は、スペイン・ガリシア州オ・ピノ出身の元サッカー選手、サッカー指導者。現役時代のポジションはMF。

## 経歴
指導者になる前はアマチュアクラブでプレーするサッカー選手だったが、プロでの出場経験はないまま現役を引退した。指導者へ転身してからもアマチュアクラブでの下積み時代が続いていたが、1995-96シーズン開幕前に当時プリメーラ・ディビシオンに所属していたSDコンポステラの監督に抜擢され、バスケスのキャリアにとって大きな転換点となった。
2004-05シーズンから指揮を執ったセルタ・デ・ビーゴでは、就任1シーズン目にクラブをプリメーラへ昇格させ、プリメーラ1年目にはリーグ戦6位に導く活躍を見せた。しかし、UEFAカップとの二足の草鞋に苦しみ、プリメーラ3シーズン目の途中で成績不振によって解任された。
その後はガリシア州代表やデポルティーボ・ラ・コルーニャを率いたが、2021年以降は現場から離れている。